# Effet Sunyaev-Zeldovich

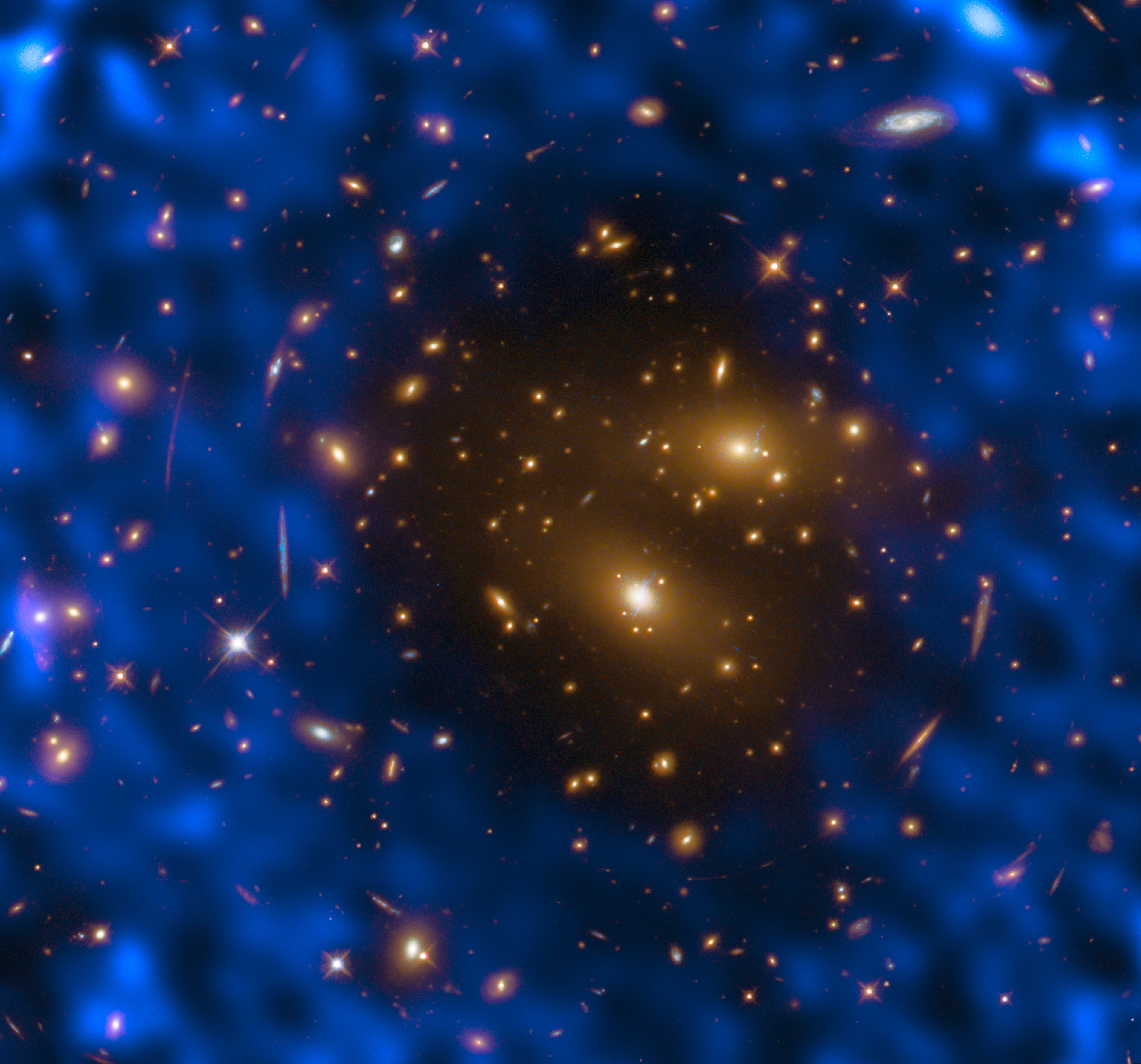
Cette image montre les premières mesures de l’effet thermique Sunyaev-Zeldovich par le Grand Réseau Millimétrique/Submillimétrique de l’Atacama (ALMA) au Chili (en bleu). Les astronomes ont combiné les données des antennes 7 et 12 mètres d’ALMA pour produire l’image la plus nette possible. La cible était l’un des amas de galaxies les plus massifs connus, RX J1347.5–1145, dont le centre apparaît ici dans la tache sombre (ou trou, en anglais ALMA's Hole) des observations d’ALMA. La distribution d’énergie des photons du CMB se déplace et apparaît comme une diminution de température à la longueur d’onde observée par ALMA, d’où l’observation d’une tache sombre sur cette image à l’emplacement de l’amas.

En cosmologie, l'effet Sunyaev-Zeldovich (abrégé parfois l'effet SZ) est le résultat de la distorsion du fond diffus cosmologique par des électrons de grande énergie grâce à la diffusion Compton inverse ou « comptonisation », qui permet à ces électrons de transférer une grande partie de leur énergie aux photons de faible énergie du fond diffus. Ces distorsions sont observées dans le spectre du fond diffus cosmologique pour détecter les perturbations de densité dans l'univers primordial. En utilisant cet effet, des amas de galaxies ont pu être détectés.

## Introduction
L'effet Sunyaev-Zeldovich peut être divisé ainsi :
- les effets thermiques, où les photons du fond diffus cosmologique interagissent avec des électrons à énergie élevée à cause de leur température ;
- les effets cinématiques, où les photons du fond diffus cosmologique interagissent avec des électrons à énergie élevée à cause de leur énergie/déplacement cinétique ;
- la polarisation.

Rashid Sunyaev et Yakov Zeldovich ont prédit l'effet et mené des recherches en 1969, 1972 et 1980. L'effet Sunyaev-Zeldovich est d'un grand intérêt du point de vue astrophysique et cosmologique. Il peut aider à déterminer la valeur de la constante de Hubble. Pour distinguer l'effet Sunyaev-Zeldovich dû aux amas de galaxies des perturbations de densité ordinaire, la dépendance spectrale et spatiale des fluctuations dans le fond diffus cosmologique est utilisée.
L'analyse des données du fond diffus cosmologique à une résolution angulaire plus haute requiert de prendre en compte l'effet Sunyaev-Zeldovich.
Les recherches actuelles sont axées sur le fait de savoir comment l'effet est généré par le plasma des amas de galaxies. Cela est fait en utilisant l'effet pour estimer la constante de Hubble et pour séparer les différents composants, dans les moyennes angulaires statistiques, des fluctuations dans le fond diffus cosmologique. Les simulations de formation de structure hydrodynamique sont étudiées pour obtenir des données sur les effets thermiques et cinétiques de la théorie. Les observations sont difficiles. Cela est dû à la petite amplitude de l'effet et à la confusion entre les erreurs expérimentales et les autres sources de fluctuations thermiques du fond diffus cosmologique. Cependant, comme l'effet Sunyaev-Zeldovich est un effet de dispersion, son intensité est indépendante du redshift. Ceci est très important : cela veut dire que les amas d'un redshift élevé peuvent être détectés aussi facilement que ceux d'un redshift peu élevé. Un autre facteur, qui facilite la détection des amas à redshift élevé, est la relation taille angulaire - redshift. Elle change très peu pour des redshifts allant de 0,3 à 2 : les amas dont le redshift se situe dans cette tranche sont de tailles similaires dans le ciel.

## Contraintes sur les paramètres cosmologiques
L'effet SZ permettra non seulement de détecter des amas de galaxie, mais aussi permettra de poser des contraintes fortes sur les différents paramètres cosmologiques en utilisant justement la population des amas.
Les principaux paramètres à contraindre sont le paramètre de densité de matière {\displaystyle \Omega _{M}}, la constante de Hubble {\displaystyle H_{0}} et les perturbations de densité contenues dans une sphère de rayon {\displaystyle 8.h^{-1}.Mpc}, appelée {\displaystyle \sigma _{8}}. On peut donc voir que ces contraintes dépendent fortement de la masse des objets, qui est malheureusement très difficile à mesurer directement.
Il a donc été trouvé un moyen de déterminer ces contraintes en utilisant la population des amas de galaxie. La brillance de surface SZ d'un amas s'écrit donc {\displaystyle i(\nu )=j_{\nu }(x)y(\theta )}, avec {\displaystyle j_{\nu }(x)} une fonction dépendant de la fréquence du signal, {\displaystyle x={\frac {h_{p}\nu }{kT_{0}}}} ({\displaystyle h_{p}} la constante de Planck, {\displaystyle k} le constante de Boltzmann et {\displaystyle T_{0}} la température du fond diffus cosmologique) et {\displaystyle y(\theta )} le paramètre de Compton.
En intégrant cette relation, il en découle alors le flux provenant de l'amas {\displaystyle S_{\nu }=f(M)}, avec {\displaystyle f(M)} une fonction de la masse de l'amas. Cette relation est appelée relation d'échelle entre la luminosité SZ et la masse de l'amas.
La population des amas par effet SZ se détermine en calculant le nombre d'amas plus lumineux qu'un certain flux seuil, où grâce à la relation d'échelle, le nombre d'amas plus massif qu'une certaine masse seuil.
Finalement les contraintes seront obtenues en calculant la population d'amas vue par les observations des futures missions (South Pole Telescope et Planck par exemple) et en comparant aux modèles obtenus par la méthode ci-dessus. Ces modèles sont fortement dépendant des paramètres cosmologiques, ce qui permettra d'en faire un outil extrêmement puissant pour la cosmologie moderne.

## Chronologie des observations
- 1983 : Des chercheurs du groupe de radioastronomie de Cambridge et de l'Owens Valley Radio Observatory ont été les premiers à détecter l'effet Sunyaev-Zeldovich des amas de galaxies.
- 1993 : Le télescope Ryle a commencé à observer régulièrement l'effet Sunyaev-Zeldovich des amas de galaxies.
- 2003 : Le satellite WMAP trace la carte du fond diffus cosmologique avec quelques sensibilités à l'effet Sunyaev-Zeldovich.
- 2005 : Le Arcminute Microkelvin Imager (en) et le réseau Sunyaev-Zeldovich (en) ont chacun commencé à étudier sur des amas à redshift élevés utilisant l'effet Sunyaev-Zeldovich
- 2006 : Le télescope Atacama Cosmology commence une étude des amas de galaxies
- 2008 : Le télescope South Pole a détecté 4 amas de galaxies par effet SZ, dont 3 qui sont inconnus
- 2009 : Le télescope South Pole publie une étude des observables d'un échantillon de 15 amas de galaxies
- 2011 : Le télescope spatial Planck publie un premier catalogue d'environ 190 amas de galaxies observés sur tout le ciel dont une vingtaine sont de nouveaux amas confirmés par les observations en rayonnement X
- 2013 : Le télescope Planck devrait publier son catalogue complet d'amas de galaxies qui devrait contenir plusieurs milliers d'objets
- 2023 : Le télescope ALMA a réussi à observer un grand réservoir de gaz chaud dans l'amas de galaxies en formation. Il s'agit de MRC 1138-262 ou de dite galaxie Toile d'araignée. La découverte a été tenue grâce à l'effet Sunyaev-Zeldovich[1].